# Шумлін Юрій Олександрович
Юрій Олександрович Шумлін (рос. Юрий Александрович Шумлин; нар. 11 квітня 1962) — радянський футболіст та російський тренер, виступав на позиції півзахисника. Майстер спорту СРСР (1983).

## Життєпис
Вихованець футбольної школи «Торпедо» (Таганрог), перший тренер — В. Г. Єгоров. З 1979 року — у складі ЦСКА. У травні — червні 1980 року провів п'ять матчів у чемпіонаті СРСР. 1981 року зіграв 13 матчів у чемпіонаті за СКА (Ростов-на-Дону), 16 вересня провів єдиний матч у єврокубках — у першому матчі 1/16 фіналу Кубку володарів кубків 1981/82 проти турецького «Анкарагюджю» (3:0) на 82 й хвилині замінив Ігоря Гамулу.
Надалі грав у першій (1982, 1983-1984) та другій (1983, 1985-1989) лігах за команди СКА Одеса (1982-1983), «Локомотив» Москва (1983-1984), «Червона Прісня» Москва (1985) 1986), «Кяпаз» Кіровабад (1987-1988), «Торпедо» Владимир (1988-1989).
У 1998-1999 роках — головний тренер німецького аматорського клубу  «Грюн-Вайс» (Пестеріц). У 2001 році — генеральний директор ФК «Автодор» (Владикавказ). У 2003-2004 році — головний тренер «Титану-2» (Желєзнодорожний). 2005 року очолював жіночу команду вищого дивізіону «Спартак» (Москва). Наприкінці 2000-х – на початку 2010-х – спортивний директор академії «Динамо» (Москва).